# Frederik Frans af Mecklenburg-Schwerin (1910-2001)
 For alternative betydninger, se Frederik Frans af Mecklenburg-Schwerin. (Se også artikler, som begynder med Frederik Frans af Mecklenburg-Schwerin)
Arvestorhertug Frederik Frans til Mecklenburg-Schwerin (tysk: Friedrich Franz, Herzog zu Mecklenburg) (22. april 1910 – 31. juli 2001) var en tysk prins, der var tronfølger til Storhertugdømmet Mecklenburg-Schwerin fra 1910 til 1918. Han blev senere Hauptsturmführer i SS og var under Anden Verdenskrig udstationeret i Danmark, hvor hans faster Alexandrine var dronning.

## Biografi

### Tidlige liv
Frederik Frans blev født den 22. april 1910 i Schwerin i Mecklenburg. Hans fader var Storhertug Frederik Frans 4. af Mecklenburg-Schwerin og herskede over det store hertugdømme i Nordtyskland. Hans mor var den tysk-danske prinsesse Alexandra af Hannover, som var barnebarn af Kong Christian 9. af Danmark. Som ældste barn af den regerende storhertug var han tronfølger fra fødslen med titel af arvestorhertug.
Da monarkierne blev afskaffet i Tyskland ved Novemberrevolutionen i 1918 i forbindelse med afslutningen på 1. verdenskrig, mistede han titelen arvestorhertug. Uofficielt fortsatte brugen af titlen.

### Senere liv
I maj 1931 trådte Frederik Frans mod sin fars vilje ind i SS, og i 1936 var han blevet forfremmet til Hauptsturmführer.
Han var udstationeret i Danmark under besættelsen og arbejde på den tyske ambassade som adjudant for Werner Best. I sommermånederne i 1944 gjorde han tjeneste i Waffen-SS' tank-korps.
I maj 1943 besluttede et familieråd i den storhertugelige familie at forbigå Frederik Frans som arving og familieoverhoved til fordel for hans yngre bror, Hertug Christian Ludvig, som arving af familiebesiddelserne. Christian Ludvig blev overhoved for Huset Mecklenburg-Schwerin, da faderen døde den 17. november 1945.
Frederik Frans giftede sig den 11. juni 1941 i Willigrad med Karin Elisabeth von Schaper (1920–2012), datter af Walter von Schaper og baronesse Louise von Münchhausen. De blev skilt den 22. september 1967, men giftede sig igen den 27. april 1977 på Glücksborg Slot. Ved broderen Christian Ludvigs død i Hamburg i 1996 var Frederik Frans det eneste overlevende mandlige medlem af Huset Mecklenburg-Schwerin, da hans bror kun havde to døtre. Ved Frederik Frans' død i 2001 uddøde Huset Mecklenburg-Schwerins mandlige linje.